# Rivière aux Perches (rivière Madawaska)
Pour les articles homonymes, voir Perche et Rivière aux Perches.
La Rivière aux Perches coule dans la partie sud de la péninsule gaspésienne, en traversant le secteur de Notre-Dame-du-Lac de la ville de Témiscouata-sur-le-Lac et la ville de Dégelis, dans la municipalité régionale de comté (MRC) de Témiscouata, dans la région administrative du Bas-Saint-Laurent, au Québec, au Canada.
La rivière aux Perches se déverse sur la rive ouest de la Rivière Madawaska. Cette dernière coule vers le sud-est jusqu’à la rive nord du fleuve Saint-Jean au Nouveau-Brunswick. Ce dernier coule vers le sud-est en traversant tout le Nouveau-Brunswick et se déversant sur la rive nord de la baie de Fundy laquelle s’ouvre vers le sud-ouest sur l’océan Atlantique.
Le bassin versant inférieur de la rivière aux Perches est accessible par la route 185. Tandis que la partie supérieure est accessible par la route Saint-Benoit, le chemin du Lac-Lavoie (passant au sud-ouest du lac), la route de Packington et la route Lapointe.

## Géographie
La rivière aux Perches prend sa source à l'embouchure du lac Lavoie (longueur : 1,8 km ; altitude : 244 m), située au sud-est du lac.
La source de la rivière aux Perches est située à :
- 5,4 km au sud-ouest de la rive sud du lac Témiscouata ;
- 9,0 km à l'ouest du centre du village de Dégelis ;
- 17,1 km au nord-ouest de la frontière entre le Québec et le Nouveau-Brunswick ;
- 8,7 km à l’ouest de la confluence de la rivière aux Perches ;
- 9,5 km à l’ouest de l’embouchure du lac Témiscouata.

La Rivière aux Perches coule sur 15,9 km répartis selon les segments suivants :
- 1,3 km vers le sud-est dans le secteur de Notre-Dame-du-Lac de Témiscouata-sur-le-Lac, jusqu'à la limite de la ville de Dégelis ;
- 2,1 km vers le sud-est, jusqu'au pont de la route de Packington ;
- 6,3 km vers l’est, jusqu'à un pont de la route Lapointe ;
- 0,4 km vers le nord-est, jusqu’au ruisseau Saint-Pierre (venant du sud) ;
- 4,1 km vers le nord-est, jusqu’au pont de la route de la route 185 ;
- 0,2 km vers le nord-est, jusqu’à la confluence de la rivière aux Sapins (venant du nord-ouest) ;
- 1,5 km vers le nord-est, en traversant la ville de Dégelis, ainsi qu’en coupant l’avenue Principale et le chemin de fer du Canadien National, jusqu’à la confluence de la rivière[2].

La rivière aux Perches se déverse sur la rive ouest de la rivière Madawaska, du côté nord du centre-ville de Dégelis. Cette confluence est située à :
- 2,0 km en aval du barrage Témiscouata, situé à l’embouchure du lac Témiscouata ;
- 13,7 km au nord-ouest de la frontière entre le Québec et le Nouveau-Brunswick.

## Toponymie
Le toponyme « Rivière aux Perches » a été officialisé le 7 avril 1983 à la Commission de toponymie du Québec.